# Къщата на совите
„Къщата на совите“ (на английски: The Owl House) е американски анимационен сериал, създаден от Дейна Терас, който се излъчва премиерно в САЩ на 10 януари 2021 г. по „Дисни Ченъл“. Озвучаващия състав се състои от Сара-Никол Робълс, Уенди Малик, Алекс Хърш, Тати Гейбриъл, Айзък Райън Браун, Мей Уитман, Сиси Джоунс, Матю Рис, Зено Робинсън и Фрида Улф.
През ноември 2019 г., преди премиерата на сериала в САЩ, „Къщата на совите“ е подновен за втори сезон, чието излъчване започва на 12 юни 2021 г. През май 2021 г., преди премиерата на втория сезон, сериалът е подновен за трети сезон, състоящ се от три специални епизода. Той се оказва последен за сериала.
„Къщата на совите“ получава широко одобрение както от критиците, така и от публиката, и се отличава с начина, по който представя LGBTQIA+, в сравнение с други медийни продукции на „Дисни“. Той става първата продукция на „Дисни“, която включва двойка от един и същи пол в главните роли, целувка от един и същи пол между главни герои, както и небинарни герои. През 2021 г. сериалът печели награда за детски и младежки програми на наградите Peabody Awards.

## Сюжет
Сериалът се съсредоточава върху Лус Носеда – американска тийнейджърка с афро-доминикански произход, която без да иска се озовава в Демонското царство. Тя пристига там от Врящите Острови – архипелаг, образуван от останките на мъртъв Титан, и се сприятелява с непокорната вещица Ида Клоуторн, също известна като „Жената сова“, и нейния очарователен демон съквартирант, Крал. Въпреки че няма магически способности, Лус преследва мечтата си да стане вещица, чиракувайки на Ида в Къщата на совите. В хода на историята тя се утвърждава и намира ново семейство в невероятна обстановка.
 Внимание:  Текстът по-долу разкрива сюжета на произведението (или части от него)!
В началото на втория сезон главните герои работят заедно, за да върнат Лус в Човешкото царство, да помогнат на Ида да се справи с проклятието си и да открият истината за миналото на Крал, докато се борят с император Белос и неговите последователи, които се подготвят за мистериозния Ден на единството.
Финалните епизоди ще проследят пътуването на Лус към спасението Врящите острови от злия император Белос и хаотичния Колекционер.

## Актьорски състав
- Сара-Никол Робълс – Лус Носеда
- Уенди Малик – Идалин Клоуторн
- Алекс Хърш – Крал и Бухти
- Тати Гейбриъл – Уилоу Парк
- Айзък Райън Браун – Гас Портър
- Мей Уитман – Амити Блайт
- Сиси Джоунс – Лилит Клоуторн
- Матю Рис – Император Белос
- Алекс Лотър – Филип Уитабейн[10]
- Зено Робинсън – Хънтър
- Фрида Улф – Колекционерът

## Отменен роман
Роман, базиран на „Къщата на совите“ и ориентиран към младежка аудитория (вж. light novel), е планиран за издаване през май 2022 г. Според Дейна Терас в него е трябвало да бъде разгърната оригинална история, базирана на измисления герой от вселената „Добрата вещица Азура“. На 25 март 2022 г. Дейна Терас съобщава с туит, който впоследствие е изтрит, че издаването на романа е спряно поради финансови спорове между издателя и авторите, наети да напишат книгата.

## В България
В България първият сезон от сериала е излъчен премиерно по „Дисни Ченъл“ на 2 януари 2021 г. Вторият сезон започва да се излъчва на 5 септември 2022 г. Третият сезон започна на 1 юли 2023 г.
| Роля          | Изпълнител                                                                          |
| ------------- | ----------------------------------------------------------------------------------- |
| Лус           | Ема Димитрова                                                                       |
| Ида           | Василка Сугарева                                                                    |
| Крал          | Живко Джуранов                                                                      |
| Бухти         | Георги Стоянов (до сезон 2, епизод 10) Момчил Степанов (от сезон 2, епизод 11)      |
| Амити         | Надя Полякова                                                                       |
| Лилит         | Надя Полякова                                                                       |
| Гас           | Надя Полякова                                                                       |
| Уилоу         | Цветослава Симеонова (сезон 2-3)                                                    |
| Други гласове | Августина-Калина Петкова Анатолий Божинов Борис Кашев Георги Иванов Ралица Стоянова |

| Обработка              | Александра Аудио |
| ---------------------- | ---------------- |
| Изпълнителен продуцент | Васил Новаков    |
| Режисьор на дублажа    | Анатолий Божинов |